# Ylber Ramadani
Ylber Latif Ramadani (født 12. april 1996) er en albansk professionel fodboldspiller, som spiller for Serie A-klubben Lecce og Albaniens landshold.

## Klubkarriere

### Partizani Tirana
Efter at han havde indledt sin karriere i mindre klubber, kom det i december 2015 frem, at Ramadani ville skifte til FK Partizani Tirana efter årskiftet. Han begyndte derfor at træne med klubben, til han den 10. januar skrev under på en treårig aftale med de femtendobbelte albanske mestre. Skiftet blev dog udskudt, da hans tidligere klub, KF Drita, nægtede at frigive Ramadani. Efter en måneds tovtrækkeri fandt de to klubber dog en løsning, og skiftet blev officielt den 10. februar 2016.
Ramadani spillede 42 kampe for klubben indtil afslutningen af sæsonen 2016/2017. Han har spillet i både Champions League-kvalifikationen i sommeren 2016, hvor FK Partizani Tirana slog ungarske Ferencvaros, men siden røg ud til Red Bull Salzburg. Efterfølgende spillede han også kampe i Europa League-kvalifikationen.

### Vejle Boldklub
Den 14. juni 2017 offentliggjorde Vejle Boldklub på klubbens hjemmeside, at Ramadani havde skrevet under på en fireårig kontrakt med klubben gældende fra sommeren 2017. Transfersummen var ifølge Panorama Sports kilder €200.000.
Ramadani etablerede sig hurtigt som fast mand i VB og præsterede på så højt et niveau, at han endda fik A-landsholdsdebut for Albanien i sin første sæson i Vejle Boldklub.

## Landholdskarriere

### Albanien
I november 2017 blev Ramadani for første gang i karrieren indkaldt til Albanien A-landshold af landstræner Christian Panucci forud for venskabskampen mod Tyrkiet, men han måtte dog se hele kampen fra bænken.
Den 26. marts 2018 fik Ramadani sin debut på Albanien A-landshold, da han spillede hele venskabskampen mod Norge, som Albanien dog tabte 0-1. Landstræner Christian Panucci havde været på Vejle Stadion forud for kampen og besigtige Ramadani med egne øjne.
Ramadani modtog sin første indkaldelse til Albaniens U/21-fodboldlandshold forud for kvalifikationskampen til U21-EM i 2017 mod Grækenland den 2. september 2016. Han fik sin debut for Albaniens U/21-landshold mod Israel den 10. oktober 2016 og spillede alle 90 minutter af kampen.
To dage før han underskrev kontrakten med Vejle Boldklub, spillede han alle 90 minutter i Albaniens 0-0 kamp mod Estland i kvalifikationen til U/21-EM i 2019. Han har tilmed båret anførerbindet for sit land flere gange. Blandt andet i juni 2017 mod Frankrig og i september 2017 mod Island.

### Kosovo
Ramadani blev indkaldt til Kosovos U/19-landshold af træner Ramiz Krasniqi forud for dobbeltkampene mod Albanien den 13. og 15. oktober 2015. Han scorede i den første kamp, som Kosovo vandt 2-0.
Han har ligeledes været indkaldt til Kosovos U/21-landshold.

## Titler

### Individuelt
- Albanske Superiore Bedste unge spiller: 2016–17[14]